# Лавина в Гальтюре
Лавина в Гальтюр — крупнейший сход снега (порошковая комплексная многослойная лавина) в небольшом альпийском посёлке Гальтюр (Австрия) 23 февраля 1999 года. 31 человек погиб менее чем за три минуты. Катастрофа привлекла международное внимание.
За несколько дней до катастрофы шёл сильный снегопад до 30 см в сутки. После чего дули сильные северо-западные ветра до 120 км/ч в горах. Причиной накопления и закрепления большой массы снега являлось изменение температуры с −20 градусов до +4, а потом похолодание, закрепившее снег. 23 февраля на городок обрушилась масса снега в 170 тыс. тонн (в норме не должна превышать 70 тыс. тонн). Там, где лавина отломилась от горы, она была толщиной в 4,5 метра в самом широком месте. Это была так называемая порошковая лавина, которая в 20 раз плотнее воздуха. Верхний слой снега достигает скорости до 417 км/ч. При спуске лавина как снежный ком захватывала в себя слой снега, над которым проходила (т. н. «увлечение»).

## Зоны
Посёлок был разделён на три зоны (как и во всех горных городках) по степени уязвимости для лавин.
- Красная зона — уязвима для лавины, строительство не может производиться.
- Жёлтая зона — есть умеренный риск, строительство зданий допускается, но они должны быть усилены, чтобы противостоять лавинам.
- Зелёная зона, расположенная в центре города — безопасна от лавин, могут строиться неукреплённые здания[2].

Зоны риска оказались неверными. Самые большие разрушения произошли в «безопасной» зоне.

## Спасение
Обрушившийся снег был плотный как бетон. В тот же день продолжающийся снегопад не давал вылететь спасательным вертолётам.
На следующий день прибыли спасатели на вертолётах. Весь посёлок был разрушен. Произведена полная эвакуация населения.
Позже прибыли вертолёты из Германии.